# Jytte Borberg
Jytte Borberg (født Jytte Erichsen 16. juli 1917 i Romanshorn, Schweiz, død 25. februar 2007 på Rungstedlund) var en dansk forfatter.
Hun var uddannet laborant.

## Bøger af Jytte Borberg
- Vindebroen – 1968
- Nældefeber – 1970
- Orange (bog) – 1972
- Turné (bog) – 1974
- Eline Bessers læretid – 1976
- Det bedste og det værste, Eline Besser til det sidste – 1977
- Rapport fra havbunden – 1978
- Nu eller aldrig – 1979
- Mario (bog) – 1981
- Sjælen er gul – 1981
- I hører fra os – 1982
- Slaraffenland (bog) – 1982
- Alice og mig – 1983
- Skyggernes bog – 1983
- Hvad tænkte egentlig kaninen? – 1984
- Noget af en helt – 1984
- Novemberløgne – 1985
- Nat og dag – 1987
- Vejmandens datter – 1987
- Maskerade (bog) – 1988
- Myggestik og stjerneskud – 1990
- Tvivlsomme erindringer – 1990
- Løslad kaptajnen – 1992
- Nærbilleder – 1994
- Verdens ende (bog fra 1996) – 1996
- Himmelsengen – 1999
- Kunne I mærke, da I blev små? – 2000
- Det er tilladt at smile – 2001
- Alle steder og ingen steder – 2003
- Skråskrift – udkommer 2007